# Ctenoplusia herbuloti
Ctenoplusia herbuloti är en fjärilsart som beskrevs av Claude Dufay 1982. Ctenoplusia herbuloti ingår i släktet Ctenoplusia och familjen nattflyn. Inga underarter finns listade i Catalogue of Life.